# デジタル・マンガ
デジタル・マンガ（Digital Manga）は、カリフォルニア州を拠点とする出版社であり、日本の漫画、アニメ、それらの関連商品の英語版を出版している。